# Sint-Jozefkerk (Wervik)

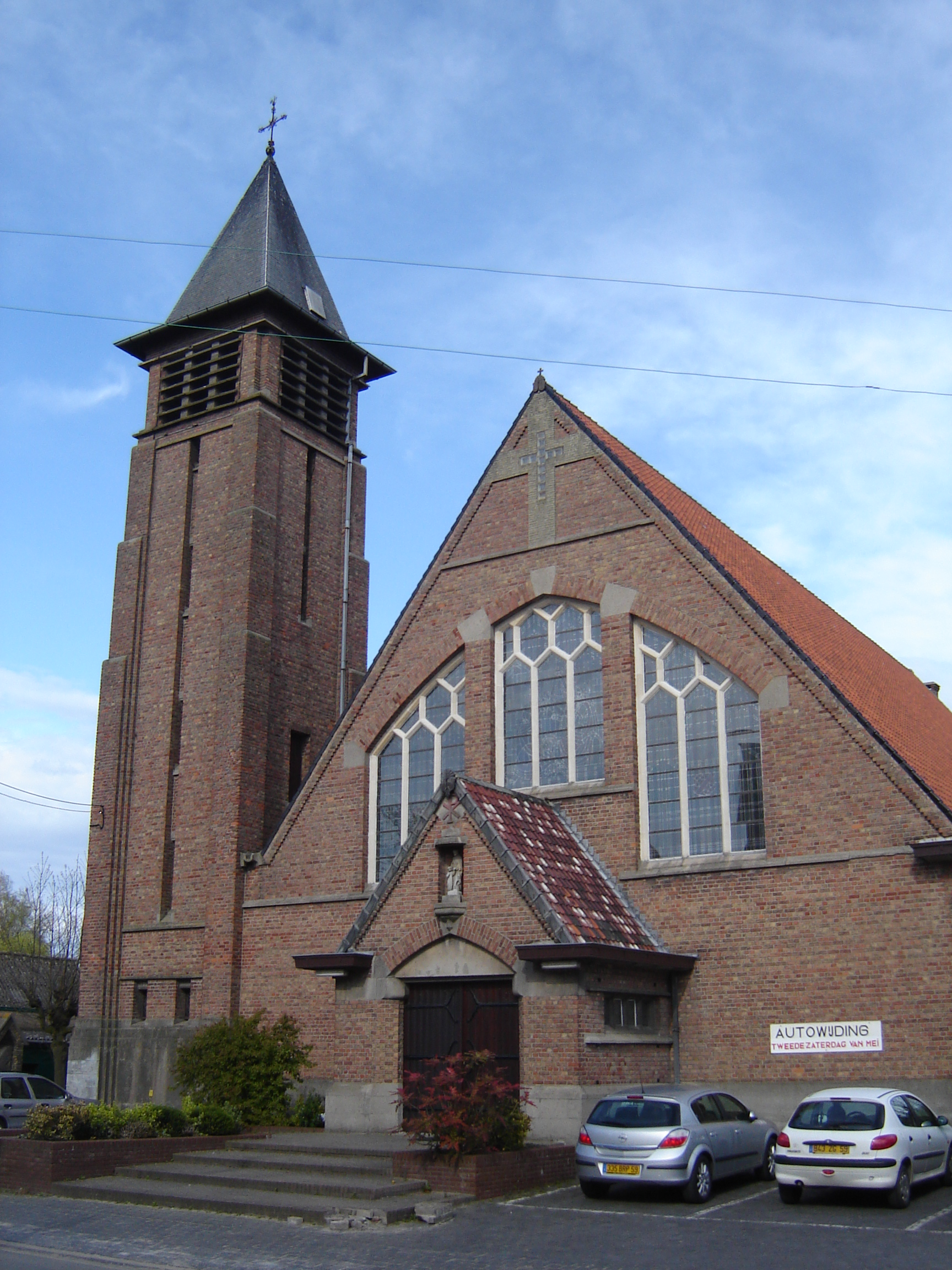
Sint-Jozefkerk

De Sint-Jozefkerk is een rooms-katholiek kerkgebouw in de West-Vlaamse stad Wervik, gelegen aan de Kruisekestraat.

## Geschiedenis
Deze bakstenen zaalkerk werd gebouwd in 1937-1938 naar ontwerp van J. Bosschaert, voor de bewoners van de woonwijken Oud Park en Nieuw Park, welke vanaf 1920 werden gebouwd.

## Gebouw
De georiënteerde kerk is in een enigszins expressionistische wijze uitgevoerd, waarbij historiserende vormen en meer strakke functionaliteit werden gecombineerd. De kerk, onder een hoog zadeldak, heeft een vooruitspringend portaal en een naastgebouwde noordwesttoren op vierkante plattegrond en gedekt door een tentdak.
Het koor heeft een vijfzijdige afsluiting en de kerkruimte wordt overkluisd door een spitstongewelf bestaande uit betonspanten en opgevuld met baksteen.
Direct ten oosten van de kerk loopt de Sint-Jansbeek in zuidelijke richting.